# The Future Past World Tour
The Future Past World Tour fue una gira de conciertos de la banda inglesa de heavy metal Iron Maiden, en apoyo de su decimoséptimo álbum de estudio Senjutsu, el cual forma parte del tema de su gira, junto con su álbum de 1986 Somewhere in Time. La gira incluyó la canción «Alexander the Great», que fue interpretada en vivo por primera vez. Comenzó el 28 de mayo de 2023 en Liubliana, Eslovenia, y finalizó el 7 de diciembre de 2024 en São Paulo, Brasil, siendo esta la última presentación en vivo del baterista Nicko McBrain con la banda debido a su retiro de los escenarios.

## Bandas soporte 2023
- The Raven Age (28 al 31 de mayo, 4 al 21 de junio, 8 al 25 de julio, 29 y 31 de julio)
- Lord of the Lost (3 de junio, 24 de junio, 7 de julio, 26 de julio, 1 de agosto)
- Atreyu (28 de septiembre y 2 de octubre)

## Bandas soporte 2024
- Killswitch Engage (1 al 16 de septiembre)
- The Hu (4 de octubre al 17 de noviembre)
- Disturbed (20 de noviembre)
- Ágora (20 de noviembre)
- Krönös (24 de noviembre)
- Dogma (27 y 28 de noviembre)
- Malón (1 y 2 de diciembre)
- Volbeat (6 y 7 de diciembre)

## Fechas
| Fecha                    | Ciudad               | País                 | Lugar                                  | Bandas invitadas     |
| Primera etapa - 2023     | Primera etapa - 2023 | Primera etapa - 2023 | Primera etapa - 2023                   | Primera etapa - 2023 |
| Europa                   | Europa               | Europa               | Europa                                 | Europa               |
| ------------------------ | -------------------- | -------------------- | -------------------------------------- | -------------------- |
| 28 de mayo de 2023       | Liubliana            | Eslovenia            | Arena Stožice                          | The Raven Age        |
| 30 de mayo de 2023       | Praga                | República Checa      | O2 Arena                               | The Raven Age        |
| 31 de mayo de 2023       | Praga                | República Checa      | O2 Arena                               | The Raven Age        |
| 3 de junio de 2023       | Tampere              | Finlandia            | Nokia Arena                            | Lord of the Lost     |
| 4 de junio de 2023       | Tampere              | Finlandia            | Nokia Arena                            | The Raven Age        |
| 7 de junio de 2023       | Bergen               | Noruega              | Koengen                                | The Raven Age        |
| 9 de junio de 2023       | Sölvesborg           | Suecia               | Sweden Rock Festival                   | The Raven Age        |
| 11 de junio de 2023      | Leipzig              | Alemania             | Quarterback Immobilien Arena           | The Raven Age        |
| 13 de junio de 2023      | Cracovia             | Polonia              | Tauron Arena                           | The Raven Age        |
| 14 de junio de 2023      | Cracovia             | Polonia              | Tauron Arena                           | The Raven Age        |
| 17 de junio de 2023      | Clisson              | Francia              | Hellfest                               | The Raven Age        |
| 19 de junio de 2023      | Zúrich               | Suiza                | Hallenstadion                          | The Raven Age        |
| 21 de junio de 2023      | Hannover             | Alemania             | Zag Arena                              | Lord of the Lost     |
| 24 de junio de 2023      | Dublín               | Irlanda              | 3Arena                                 | Lord of the Lost     |
| 26 de junio de 2023      | Glasgow              | Escocia              | OVO Hydro                              | Lord of the Lost     |
| 28 de junio de 2023      | Leeds                | Inglaterra           | First Direct Arena                     | Lord of the Lost     |
| 30 de junio de 2023      | Mánchester           | Inglaterra           | AO Arena                               | Lord of the Lost     |
| 3 de julio de 2023       | Nottingham           | Inglaterra           | Motorpoint Arena                       | Lord of the Lost     |
| 4 de julio de 2023       | Birmingham           | Inglaterra           | Utilita Arena                          | Lord of the Lost     |
| 7 de julio de 2023       | Londres              | Inglaterra           | O2 Arena                               | Lord of the Lost     |
| 8 de julio de 2023       | Londres              | Inglaterra           | O2 Arena                               | Lord of the Lost     |
| 11 de julio de 2023      | Ámsterdam            | Países Bajos         | Ziggo Dome                             | The Raven Age        |
| 13 de julio de 2023      | Amberes              | Bélgica              | Sportpaleis                            | The Raven Age        |
| 15 de julio de 2023      | Milán                | Italia               | The Return of the Gods Festival        | The Raven Age        |
| 18 de julio de 2023      | Barcelona            | España               | Palau Saint Jordi                      | The Raven Age        |
| 20 de julio de 2023      | Murcia               | España               | Estadio Enrique Roca                   | The Raven Age        |
| 22 de julio de 2023      | Bilbao               | España               | Bizkaia Arena                          | The Raven Age        |
| 25 de julio de 2023      | Dortmund             | Alemania             | Westfalenhalle                         | The Raven Age        |
| 26 de julio de 2023      | Dortmund             | Alemania             | Westfalenhalle                         | Lord of the Lost     |
| 29 de julio de 2023      | Frankfurt            | Alemania             | Festhalle                              | The Raven Age        |
| 31 de julio de 2023      | Múnich               | Alemania             | Olympyastadion                         | The Raven Age        |
| 1 de agosto de 2023      | Múnich               | Alemania             | Olympyastadion                         | Lord of the Lost     |
| 4 de agosto de 2023      | Wacken               | Alemania             | Wacken Open Air                        | —                    |
| Norteamérica             |                      |                      |                                        |                      |
| 28 de septiembre de 2023 | Calgary              | Canadá               | Scotiabank Saddledome                  | Atreyu               |
| 30 de septiembre de 2023 | Edmonton             | Canadá               | Rogers Place                           | Atreyu               |
| 2 de octubre de 2023     | Vancouver            | Canadá               | Rogers Arena                           | Atreyu               |
| 6 de octubre de 2023     | Indio                | Estados Unidos       | Power Trip Festival                    | —                    |
| Segunda etapa - 2024     |                      |                      |                                        |                      |
| Asia y Oceanía           |                      |                      |                                        |                      |
| 1 de septiembre de 2024  | Perth                | Australia            | RAC Arena                              | Killswitch Engage    |
| 4 de septiembre de 2024  | Adelaida             | Australia            | Adelaide Entertainment Centre          | Killswitch Engage    |
| 6 de septiembre de 2024  | Melbourne            | Australia            | Rod Laver Arena                        | Killswitch Engage    |
| 7 de septiembre de 2024  | Melbourne            | Australia            | Rod Laver Arena                        | Killswitch Engage    |
| 10 de septiembre de 2024 | Brisbane             | Australia            | Brisbane Entertainment Centre          | Killswitch Engage    |
| 12 de septiembre de 2024 | Sídney               | Australia            | Qudos Bank Arena                       | Killswitch Engage    |
| 13 de septiembre de 2024 | Sídney               | Australia            | Qudos Bank Arena                       | Killswitch Engage    |
| 16 de septiembre de 2024 | Auckland             | Nueva Zelanda        | Spark Arena                            | Killswitch Engage    |
| 22 de septiembre de 2024 | Aichi                | Japón                | Sky Hall Toyota                        | —                    |
| 24 de septiembre de 2024 | Osaka                | Japón                | Osaka-jō Hall                          | —                    |
| 26 de septiembre de 2024 | Tokio                | Japón                | Tokyo Dome                             | —                    |
| 28 de septiembre de 2024 | Kanagawa             | Japón                | Pia Arena MM                           | —                    |
| Norteamérica             |                      |                      |                                        |                      |
| 4 de octubre de 2024     | San Diego            | Estados Unidos       | North Island Credit Union Amphitheatre | The Hu               |
| 5 de octubre de 2024     | Las Vegas            | Estados Unidos       | Michelob Ultra Arena                   | The Hu               |
| 8 de octubre de 2024     | Los Ángeles          | Estados Unidos       | Kia Forum                              | The Hu               |
| 9 de octubre de 2024     | Phoenix              | Estados Unidos       | Footprint Center                       | The Hu               |
| 12 de octubre de 2024    | Sacramento           | Estados Unidos       | Aftershock Festival                    | The Hu               |
| 14 de octubre de 2024    | Portland             | Estados Unidos       | Moda Center                            | The Hu               |
| 16 de octubre de 2024    | Tacoma               | Estados Unidos       | Tacoma Dome                            | The Hu               |
| 18 de octubre de 2024    | Salt Lake City       | Estados Unidos       | Delta Center                           | The Hu               |
| 19 de octubre de 2024    | Denver               | Estados Unidos       | Ball Arena                             | The Hu               |
| 22 de octubre de 2024    | Saint Paul           | Estados Unidos       | Xcel Energy Center                     | The Hu               |
| 24 de octubre de 2024    | Rosemont             | Estados Unidos       | Allstate Arena                         | The Hu               |
| 26 de octubre de 2024    | Toronto              | Canadá               | Scotiabank Arena                       | The Hu               |
| 27 de octubre de 2024    | Quebec               | Canadá               | Videotron Center                       | The Hu               |
| 30 de octubre de 2024    | Montreal             | Canadá               | Centre Bell                            | The Hu               |
| 1 de noviembre de 2024   | Filadelfia           | Estados Unidos       | Wells Fargo Center                     | The Hu               |
| 2 de noviembre de 2024   | Brooklyn             | Estados Unidos       | Barclays Center                        | The Hu               |
| 6 de noviembre de 2024   | Worcester            | Estados Unidos       | DCU Center                             | The Hu               |
| 8 de noviembre de 2024   | Pittsburgh           | Estados Unidos       | PPG Paints Arena                       | The Hu               |
| 9 de noviembre de 2024   | Newark               | Estados Unidos       | Prudential Center                      | The Hu               |
| 12 de noviembre de 2024  | Baltimore            | Estados Unidos       | CFG Bank Arena                         | The Hu               |
| 13 de noviembre de 2024  | Charlotte            | Estados Unidos       | Spectrum Center                        | The Hu               |
| 16 de noviembre de 2024  | Fort Worth           | Estados Unidos       | Dickies Arena                          | The Hu               |
| 17 de noviembre de 2024  | San Antonio          | Estados Unidos       | Frost Bank Center                      | The Hu               |
| 20 de noviembre de 2024  | Ciudad de México     | México               | Estadio GNP Seguros                    | Disturbed Ágora      |
| Sudamérica               |                      |                      |                                        |                      |
| 24 de noviembre de 2024  | Bogotá               | Colombia             | Estadio El Campín                      | Krönös               |
| 27 de noviembre de 2024  | Santiago             | Chile                | Estadio Nacional                       | Dogma                |
| 28 de noviembre de 2024  | Santiago             | Chile                | Estadio Nacional                       | Dogma                |
| 1 de diciembre de 2024   | Buenos Aires         | Argentina            | Estadio Tomás Adolfo Ducó              | Malón                |
| 2 de diciembre de 2024   | Buenos Aires         | Argentina            | Movistar Arena                         | Malón                |
| 6 de diciembre de 2024   | São Paulo            | Brasil               | Allianz Parque                         | Volbeat              |
| 7 de diciembre de 2024   | São Paulo            | Brasil               | Allianz Parque                         | Volbeat              |

## Lista de canciones
1. "Caught Somewhere in Time"
2. "Stranger in a Strange Land"
3. "The Writing on the Wall"
4. "Days of Future Past"
5. "The Time Machine"
6. "The Prisoner"
7. "Death of the Celts"
8. "Can I Play with Madness"
9. "Heaven Can Wait"
10. "Alexander the Great"
11. "Fear of the Dark"
12. "Iron Maiden"
13. "Hell on Earth"
14. "The Trooper"
15. "Wasted Years"